# 1988年臺灣
|        | 臺灣歷史 \| 台灣歷史年表 |
| 世纪： | 19世纪臺灣 \| 20世纪臺灣 \| 21世纪臺灣 |
| 年代： | 1950年代臺灣 \| 1960年代臺灣 \| 1970年代臺灣 \| 1980年代臺灣 \| 1990年代臺灣 \| 2000年代臺灣 \| 2010年代臺灣                                           |
| 年份： | 1983年臺灣 \| 1984年臺灣 \| 1985年臺灣 \| 1986年臺灣 \| 1987年臺灣 \| 1988年臺灣 \| 1989年臺灣 \| 1990年臺灣 \| 1991年臺灣 \| 1992年臺灣 \| 1993年臺灣 |
| 纪年： | 戊辰年（龙年）、中華民國77年 |

## 政府

### 國家正副元首

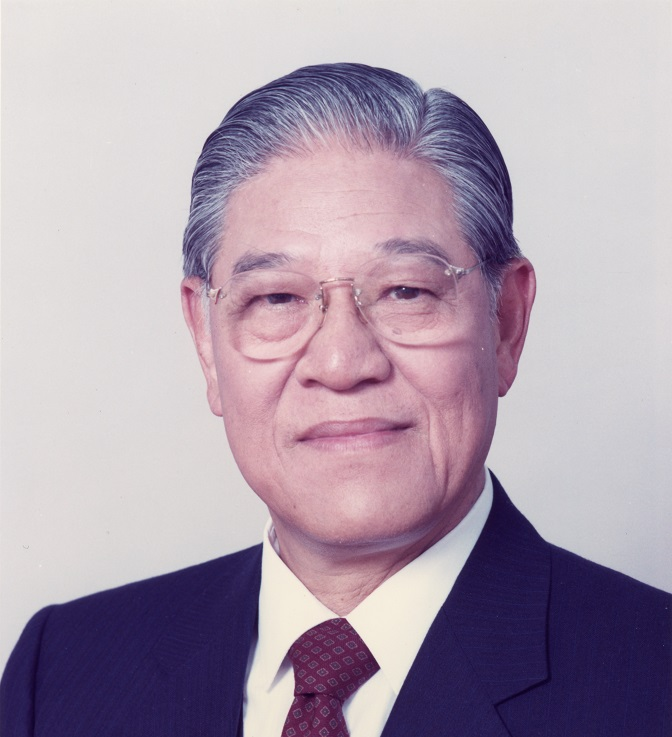
總統：李登輝（副總統繼任）
副總統：缺位

### 五院首長

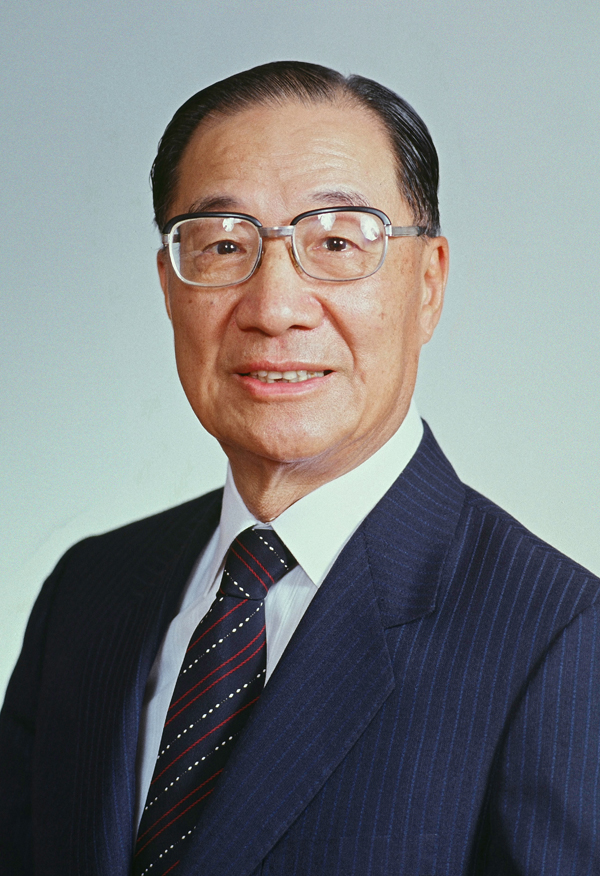
行政院院長：俞國華
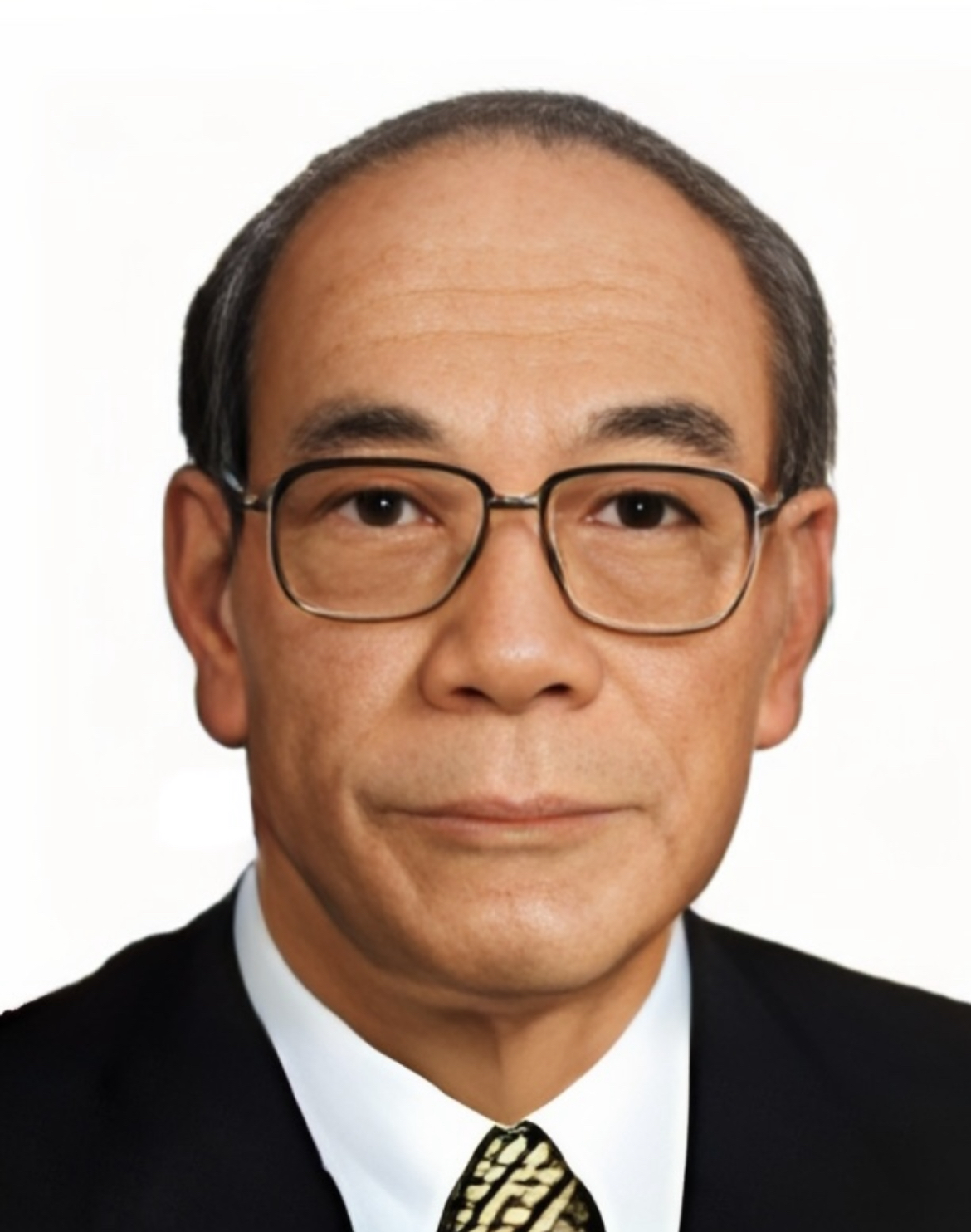
立法院院長：劉闊才
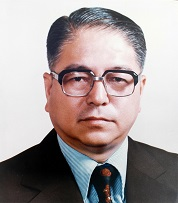
司法院院長：林洋港
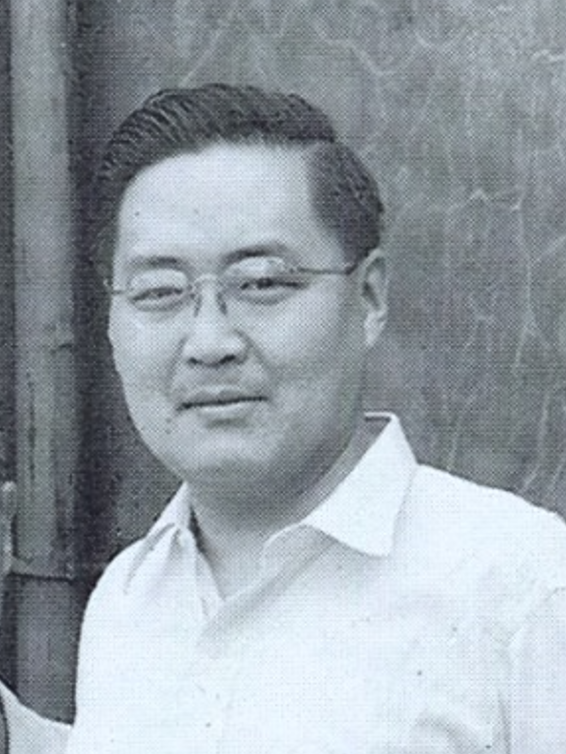
考試院院長：孔德成
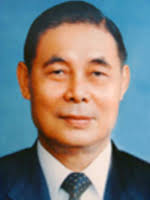
監察院院長：黃尊秋

### 省政府主席

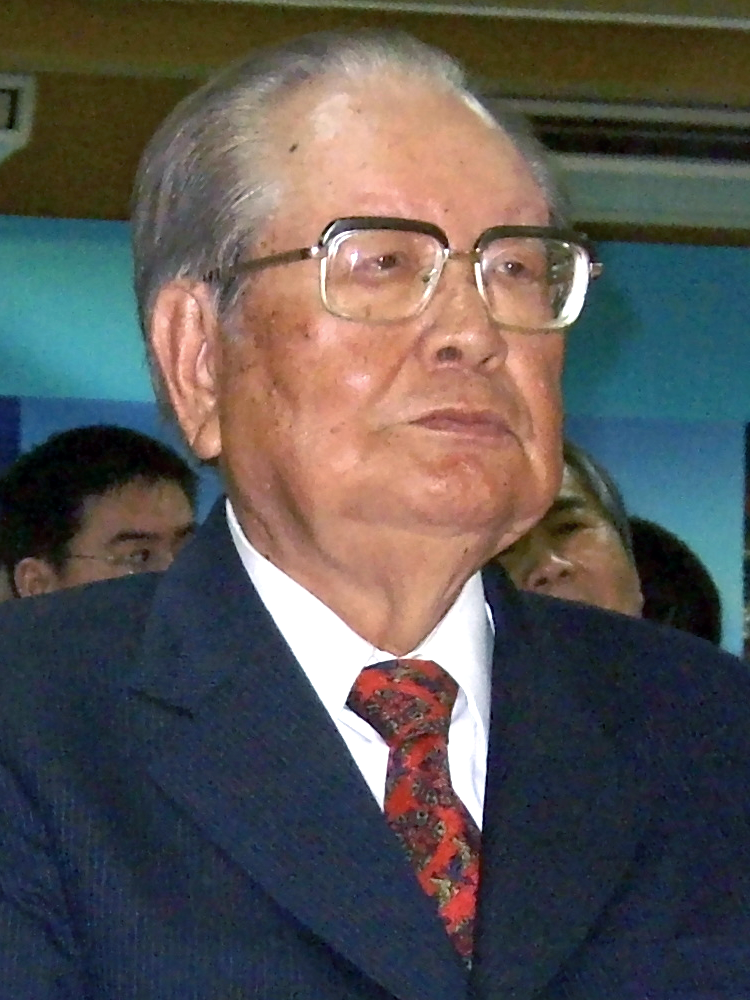
臺灣省政府主席：邱創煥
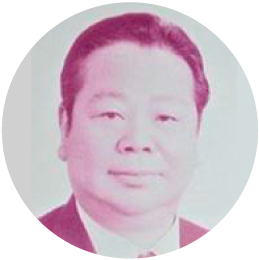
福建省政府主席：吳金贊

### 成員變動

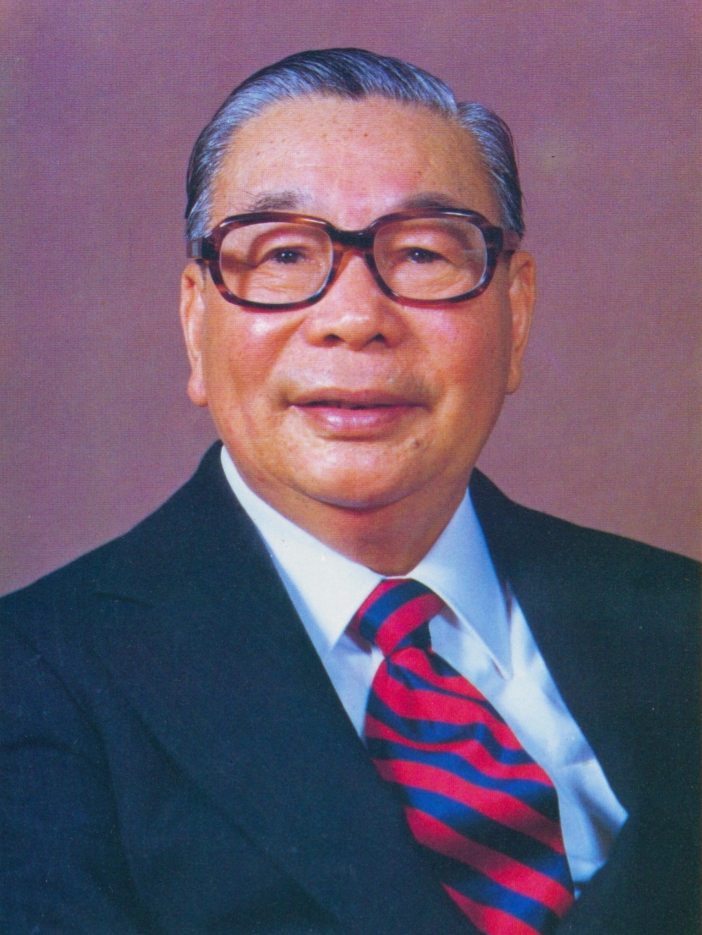
總統：蔣經國（逝世）
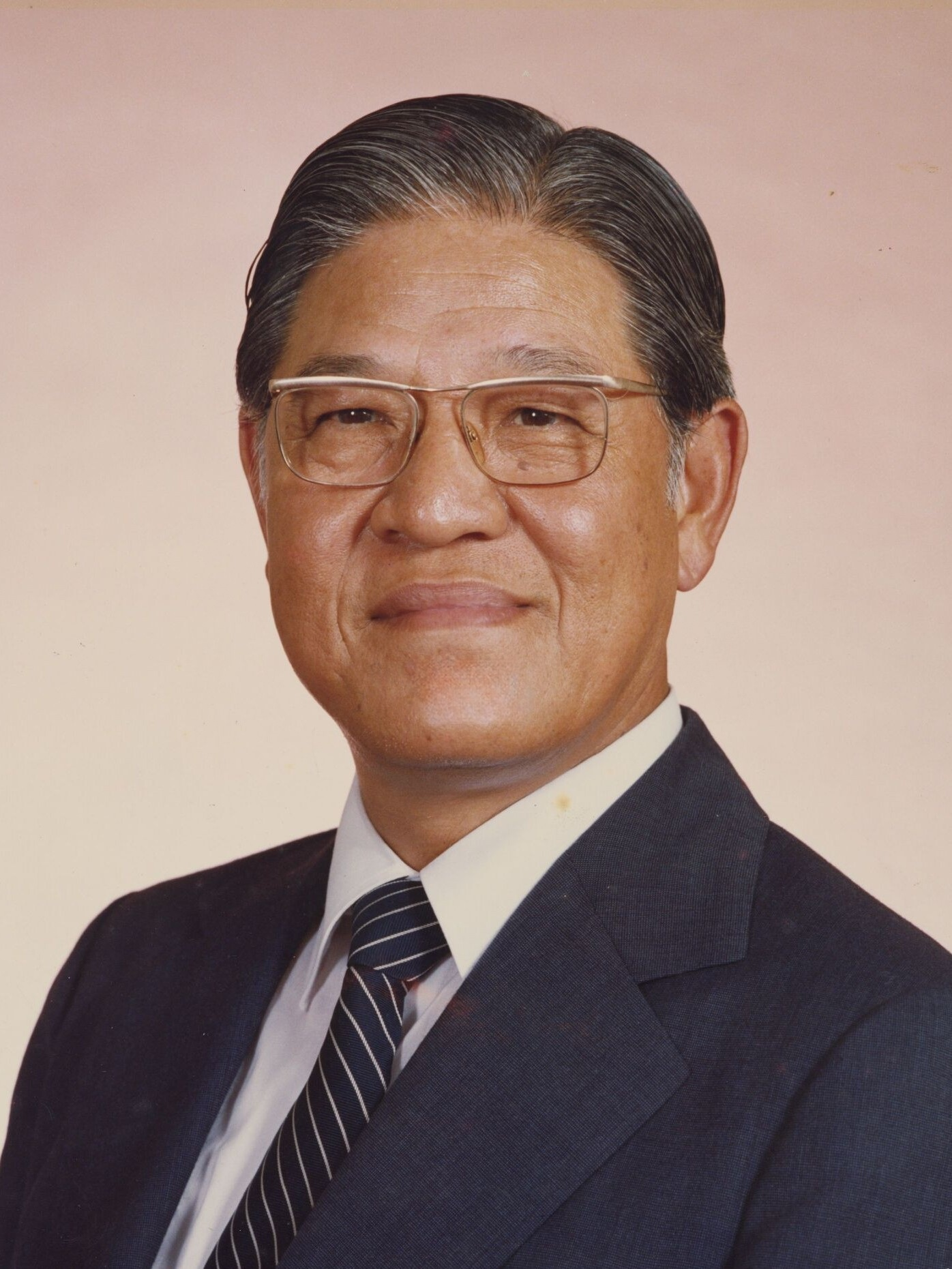
副總統：李登輝（繼任總統）
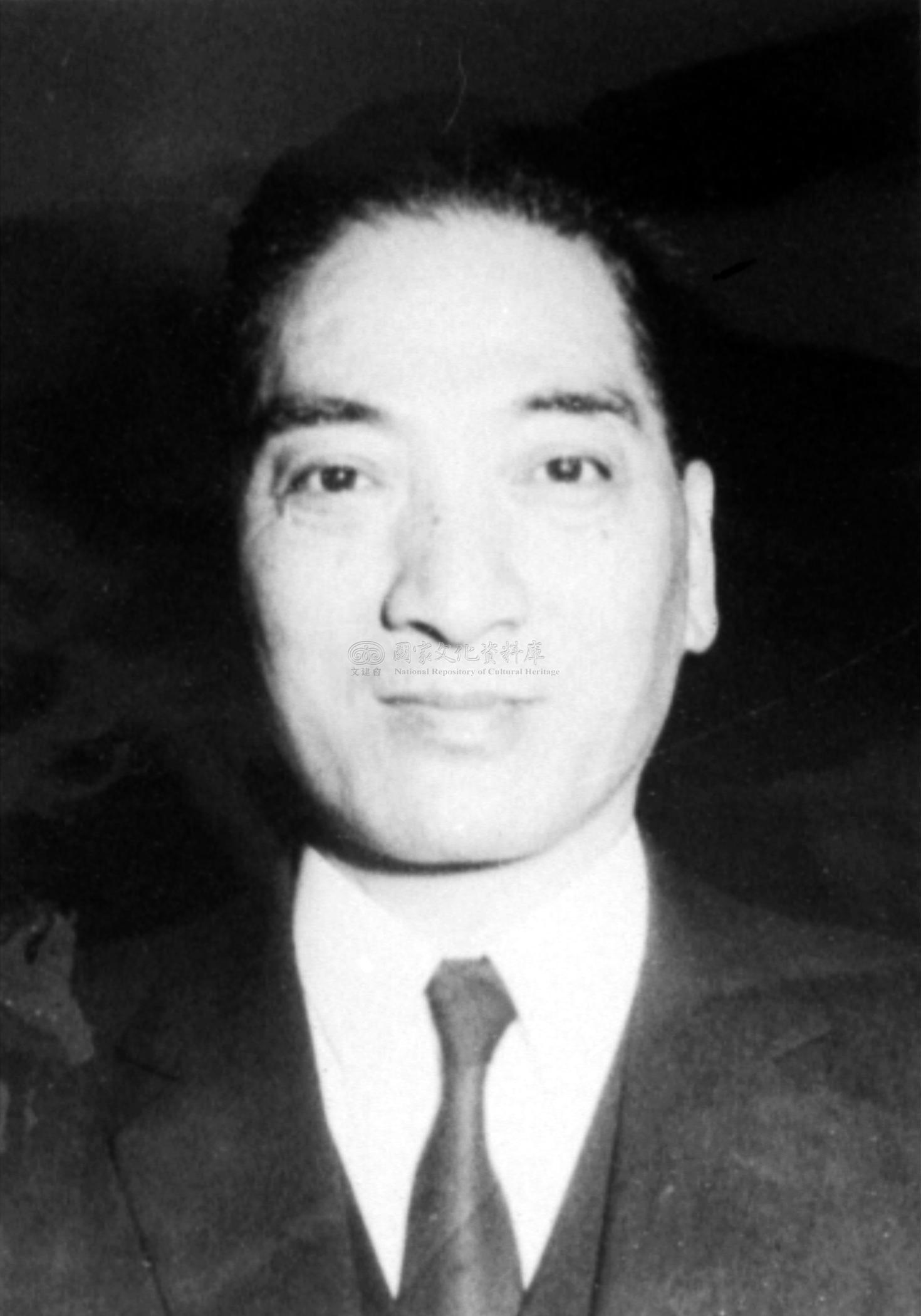
立法院院長：倪文亞（任期屆滿）

## 大事記

### 1月
- 1月1日——中华民国报禁正式完全解除，新闻媒体拥有新闻自由。
- 1月1日——南迴鐵路從卑南站（今臺東車站）通車至太麻里[1]。
- 1月13日——總統蔣經國逝世，李登輝繼任總統，成為首位台灣人總統。
- 1月27日——中國國民黨舉行中央常務委員會議，通過李登輝代理主席案，同時埋下日後二月政爭伏筆。

### 3月
- 3月5日——在台灣股市飆漲期間發行量曾高達40餘萬份的《中時晚報》創刊。
- 3月8日——立法委員朱高正在立法院針對劉水庚中校撤職案及陳永長上尉被迫退伍案提出質詢，因二人支持民進黨活動，遭國防部以不當方法處分，要求國防部長及參謀總長列席報告。
- 3月24日——赴大陸採訪案宣判，自立晚報吳豐山、李永得獲判無罪。

### 4月
- 4月7日——立法院進行中央總預算表決，立委朱高正因不滿主席的處理議程。跳上主席台毆打代理主席的劉闊才，成為臺灣首件議會暴力。[2]
- 4月17日——民主進步黨四一七決議文：全國黨員代表大會決議，主張台灣國際主權獨立，不屬於以北京為首都之中華人民共和國；並通過「四個如果」決議文：如果國共片面和談、如果國民黨出賣台灣人民利益、如果中共統一台灣、如果國民黨不實施真正的民主憲政，則民進黨主張台灣獨立。

### 5月
- 5月1日——台灣鐵路管理局的火車駕駛以集體休假名義發動大罷工。
- 5月20日——臺灣農民因反對開放外國農產品進口而北上抗議，在台北街頭爆發衝突，是為520事件。

### 6月
- 6月9日，台灣股市大放異彩，一舉衝破五千點大關，在繽紛的氣球助陣下，號稱「破天價」的指數使投資人雀躍。

### 9月
- 9月24日——九二四證所稅事件，中華民國證券史上最慘重的波段跌幅開啟。財政部長郭婉容週六中午，宣布1989年元旦起恢復課徵證所稅，出售股票超過三百萬元且有所得者，應納入綜所稅申報。隔天為假期過後首日交易，股市無量下跌19天，共計下跌3174.45點，跌幅37%。
- 9月，台北市，抗議財政部徵收證券交易所得稅的投資人在街頭募捐經費支持民進黨。由於連日請願沒有結果，投資人把矛盾指向了執政的國民黨政府，抗議持續了約一個月。

### 10月
- 10月6日——民進黨召開記者會，指責國防部迫害加入民進黨之上尉陳聲慶。[3]
- 10月，國民黨政府為保住選民，作出讓步。10月22日晨（週六），台灣證券交易所總經理趙孝風邀請台灣股市的多位知名股票做手進餐。

### 12月
- 12月31日——牧師林宗正與多名鄒族青年，拉倒嘉義車站前的吳鳳銅像。

## 出生
参见： 1988年出生
- 1月3日——
  - 蔡嘉茵，演員。
  - 郭文凱，棒球選手。
- 1月4日——
  - 楊淑淨，籃球教練。
  - 朱宥勳，作家。
- 1月7日——
  - 潘佩莉，歌手。
  - 溫甯萌，射箭選手。
  - 洪詩，歌手、演員、主持人，是Popu Lady成員之一。
- 1月9日——詹繕澤，模仿藝人，是模范棒棒堂第一屆成員。
- 1月18日——
  - 蔡萬霖，棒球選手。
  - 傅剛，棒球選手。
- 1月21日——周靂岑，歌手、演員，是七朵花成員之一。
- 1月26日——徐睿擇，棒球選手。
- 1月27日——
  - 林柏宏，歌手、演員。
  - 廖敏竣，羽球選手。
- 1月29日——李樺仙，新聞主播。
- 1月31日——
  - 連珍羚，柔道選手。
  - 謝沛蓁，羽球選手。
  - 范宸菲，歌手、演員。
- 2月3日——
  - 許展榮，歌手、演員，是許展瑞之兄。
  - 許展瑞，歌手，是許展榮之弟。
- 2月4日——李金龍，棒球選手。
- 2月5日——賴亭君，演員、主持人、模仿藝人。
- 2月9日——安苡愛，演員、舞者、主持人。
- 2月10日——
  - 邱昊奇，演員。
  - 潘信維，音樂製作人。
- 2月12日——黃恩賜，棒球選手。
- 2月13日——李宛儒，新聞主播。
- 2月14日——邵俐妍，模特兒。
- 2月15日——
  - 盧學叡，歌手、演員、主持人。
  - 翁克堯，棒球選手。
- 2月17日——張正龍，魔術師。
- 2月20日——邱慧雯，演員、模特兒、主持人。
- 2月21日——
  - 李若玹，演員、模特兒。
  - 蔣智賢，棒球選手。
- 2月22日——程琬容，游泳選手。
- 2月25日——劉康彥，政治人物。
- 2月28日——吳建衡，攝影師。
- 3月4日——
  - 陳韋利，主持人、模特兒。
  - 陳曼青，歌手、演員、街頭藝人。
- 3月5日——成力煥，籃球運動員。
- 3月9日——
  - 石孝榮，棒球選手。
  - 許瀞蔆，演員。
- 3月11日——蔡哲文，演員。
- 3月12日——呂孫綾，政治人物。
- 3月14日——朱紫緹，演員。
- 3月18日——姚念廣，作家、部落客。
- 3月19日——林子琦，舉重運動員。
- 3月22日——林瑋恩，棒球選手。
- 3月23日——高藝溱，歌手。
- 3月24日——李銘勝，田徑運動員。
- 3月28日——
  - 鄭茵聲，歌手、演員。
  - 張愛雅，演員、主持人、通告藝人。
- 3月29日——黃郁婷，競速溜冰選手。
- 3月31日——何寬揚，棒球選手。
- 4月2日——
  - 辛樂兒，演員、模特兒。
  - 李菁琪，律師。
- 4月3日——吳是閎，歌手、街頭藝人。
- 4月7日——蘇晏霈，演員。
- 4月8日——陳弘璟，健身教練。
- 4月11日——詹子晴，演員、主持人、通告藝人，是黑Girl第一代成員之一。
- 4月13日——
  - 陳大天，歌手、演員、主持人。
  - 郭永維，棒球選手。
- 4月14日——江子健，棒球選手。
- 4月16日——吳明旭，棒球選手。
- 4月18日——林建予，歌手、演員、通告藝人，是林明傑之兄。
- 4月19日——林玟誼，演員、主持人。
- 4月20日——王士維，YouTube網紅。
- 4月21日——李杜軒，棒球選手。
- 4月22日——
  - 王心嫚，演員。
  - 楊時睿，社會運動人士。
- 4月23日——
  - 嚴爵，歌手。
  - 草爺，YouTube網紅。
- 4月26日——賴鴻誠，棒球選手。
- 4月27日——許志傑，游泳隊教練。
- 4月28日——徐凱希，歌手、演員、主持人。
- 4月29日——胡桓瑋，演員。
- 5月2日——梁心頤，歌手，是梁妍熙之妹，為第二代南拳媽媽的主唱。
- 5月10日——方克偉，棒球選手。
- 5月17日——姜康哲，演員。
- 5月18日——陳曉娟，足球運動員。
- 5月19日——
  - 李欣翰，網球教練。
  - 林飛帆，政治人物。
- 5月22日——張耀仁，演員。
- 5月23日——
  - 簡婕，模特兒。
  - 江韋良，演員，是模范棒棒堂第二屆成員。
- 5月25日——陳曉慧，啦啦隊員，曾任Rakuten Girls隊長。
- 5月26日——
  - 林育鴻，棒球選手。
  - 李昶志，政治人物。
- 5月30日——傅星翰，街頭藝術家。
- 6月3日——陳景煬，演員、主持人。
- 6月7日——
  - 陳信諭，醫師。
  - 藍少文，棒球選手。
- 6月8日——張郁婕，演員。
- 6月9日——楊恩緹，演員、主持人。
- 6月12日——
  - 廖先翔，政治人物。
  - 余德龍，棒球選手。
- 6月13日——
  - 黃健豪，政治人物。
  - 張家寧，演員。
  - 李洹宇，音樂創作人。
- 6月15日——曾敏豪，羽球選手。
- 6月16日——程予希，演員，曾為CastAway貝斯手。
- 6月19日——夏和熙，演員、主持人。
- 6月21日——
  - 陳建真，演員、模特兒。
  - 許躍騰，棒球教練。
  - 吳濬彥，政治人物。
- 6月22日——江晨希，歌手、演員、主持人，是GIA成員之一。
- 6月28日——
  - 李佳玲，新聞主播。
  - 林旺衛，棒球選手，是林旺億之兄。
  - 林旺億，棒球選手，是林旺衛之弟。
  - 黃露瑤，演員、主持人、通告藝人，是黃西田長女。
- 6月30日——
  - 陳明珠，歌手、主持人。
  - 郭雪芙，歌手、演員，是Dream Girls成員之一。
- 7月5日——王俊傑，演員、主持人、Youtube網紅。
- 7月10日——許采晴，演員、模特兒。
- 7月13日——芮德，歌手。
- 7月14日——
  - 藍于洺，新聞主播。
  - 王寶篁，棒球選手。
- 7月16日——
  - 林子熙，演員。
  - 李霈瑜，演員、主持人。
- 7月17日——張若妤，新聞主播。
- 7月26日——鄭凱文，棒球選手。
- 7月28日——韓雨潔，演員、模特兒。
- 7月29日——黃姵嘉，演員。
- 7月30日——王明俊，排球選手。
- 8月1日——王若琳，歌手，是王治平之女。
- 8月2日——
  - 高睿騰，旅遊作家。
  - 周長輝，模特兒。
  - 蔡昌憲，歌手、演員、主持人。
  - 周湯豪，歌手、演員、DJ。
- 8月7日——曾湘雲，企業家。
- 8月8日——劉品言，歌手、演員，是Sweety成員之一。
- 8月10日——
  - 百白，演員。
  - 郭文頤，演員。
- 8月11日——陳柏良，足球運動員。
- 8月14日——柯昱安，幕僚，曾任台北市政府副發言人、柯文哲網路社群行銷。
- 8月15日——賴麗琴，足球運動員。
- 8月19日——夏宇童，歌手、演員、主持人、通告藝人。
- 8月24日——
  - 潘照文，新聞主播。
  - 唐嘉壕，演員。
- 8月28日——
  - 黃劉清，棒球選手。
  - 易緯鎮，田徑運動員。
- 8月29日——
  - 方語昕，歌手、演員。
  - 李佩潔，YouTube網紅，是蔡阿嘎之妻。
- 8月31日——華珮君，政治人物。
- 9月2日——劉心宇，演員、臨床心理師。
- 9月3日——張景嵐，演員、模特兒。
- 9月4日——孫綻，演員。
- 9月5日——吳建龍，籃球教練。
- 9月11日——值言，小說家。
- 9月12日——張嘉航，YouTube網紅，是張葦航之弟。
- 9月14日——李昀晴，配音員。
- 9月15日——鄧志偉，棒球選手。
- 9月16日——徐瑄灃，政治人物。
- 9月18日——張詠漢，棒球選手。
- 9月21日——林哲瑄，棒球選手。
- 9月22日——林昱安，游泳選手。
- 9月23日——王棠云，演員。
- 9月26日——蘇柏彰，籃球運動員。
- 9月27日——鄭筠熹，啦啦隊員、主持人，曾任Rakuten Girls副隊長。
- 9月28日——張家榮，籃球運動員。
- 10月4日——
  - 林裕庭，啦啦隊員。
  - 劉計超，足球運動員。
  - 戴陽，歌手、音樂製作人。
- 10月5日——蕭正浩，圍棋棋士。
- 10月7日——黃逸祥，諧星、主持人、通告藝人。
- 10月10日——
  - 陳秉村，棒球選手。
  - 郭源元，演員、模特兒。
- 10月11日——陳弘桂，棒球選手。
- 10月13日——黃守達，政治人物。
- 10月14日——江承峰，棒球選手。
- 10月16日——簡嫚書，演員。
- 10月20日——蔡允潔，演員、模特兒、通告藝人。
- 10月21日——
  - 王胤之，自由車選手。
  - 劉嘉瑋，籃球助理教練。
- 10月22日——張書豪，演員。
- 10月24日——
  - 楊永維，演員。
  - 龍弘元，籃球教練。
- 10月25日——郭嚴文，棒球選手。
- 10月26日——黃敬雅，政治人物。
- 10月29日——
  - 何庭歡，新聞主播。
  - 王浩宇，政治人物，是台灣政治史上首位被罷免的議員。
- 10月30日——
  - 侯漢廷，政治人物。
  - 王真琳，演員。
- 11月1日——
  - 周璟瑜，新聞主播。
  - 林雨宣，歌手、演員。
  - 陳俊秀，棒球選手。
- 11月2日——
  - 馮俊凱，自由車選手。
  - 吳芮甄，演員、製片。
- 11月4日——
  - 李旻蔚，政治人物。
  - 楊承駿，棒球選手。
- 11月5日——盧彥澤，演員。
- 11月6日——
  - 楊小黎，演員、主持人、配音員。
  - 范揚景，歌手。
- 11月8日——賴澔哲，演員。
- 11月10日——
  - 走路痛，YouTube網紅。
  - 魏揚，學生運動人士。
- 11月11日——
  - 劉冠廷，演員。
  - 陳奕廷，歌手，是M4成員之一。
- 11月13日——洪鑫任，政治人物。
- 11月14日——戴儒謙，排球運動員。
- 11月17日——曾之喬，歌手、演員、主持人。
- 11月22日——任容萱，歌手、演員、模特兒，是任家萱之妹。
- 11月24日——
  - 李唯楓，歌手。
  - 呂名堯，演員。
  - 林孝親，作曲家、混音師、聲音設計。
- 11月26日——利晴天，演員、模特兒。
- 11月27日——劉韋辰，籃球運動員。
- 12月3日——郭政賢，演員。
- 12月4日——張寗，演員。
- 12月5日——曾憶萱，跆拳道運動員。
- 12月7日——于顥，演員。
- 12月10日——羅晴，歌手。
- 12月16日——林晨樺，棒球選手。
- 12月17日——周聖訓，棒球選手。
- 12月18日——吳俊青，足球運動員。
- 12月19日——吳敏賢，籃球教練。
- 12月22日——葉映彤，新聞主播。
- 12月23日——陳柔安，新聞主播。
- 12月26日——方玄宗，棒球選手。
- 12月27日——張宗憲，籃球運動員。
- 12月28日——
  - 王嵩文，足球運動員。
  - 羅志恩，足球運動員。
  - 羅志安，足球運動員。
- 12月29日——林煜清，棒球選手。

## 逝世
- 1月13日——蔣經國，政治人物。曾任行政院長、總統。（1910年出生）
- 3月6日——丁治磐，軍官。
- 3月23日——許子秋，公共衛生學者。曾任行政院衛生署署長，促成《優生保健法》、《營養師法》及《醫療法》的草擬、通過及實施。（1920年出生）
- 8月20日——陳翠玉，護士。臺灣現代護理教育的創立者及民權政治運動者。「全球性婦女臺灣民主運動」創辦人。（1917年出生）
- 10月29日——吳三連，《自立晚報》、台南紡織創辦人，擔任過中華民國臺灣省議會議員、臺北市長。（1899年出生）
- 12月23日——王民寧，政治人物、軍人。曾任開南商工董事長、中國化學製藥創辦人。（1905年出生）